# 川越市立新宿小学校
川越市立新宿小学校（かわごえしりつ あらじゅくしょうがっこう）は、埼玉県川越市新宿町にある公立小学校。

## 沿革
出典
- 1982年（昭和57年）
  - 4月1日 - 川越市新宿町6丁目9番地1に川越市立新宿小学校として開校。開校時点の児童数は885名、学級数23学級、教職員数31名。
  - 6月22日 - 校章制定。
  - 7月10日 - プール竣工
  - 9月1日 - 校歌制定（作詞:山口進啓・作曲:中山大三郎）。
  - 11月1日 - 校旗が完成する。
  - 11月2日 - 開校記念式典挙行し、校旗・校歌発表会を開催。
  - 11月4日 - この日（11月4日）を開校記念日として制定。
- 1983年（昭和58年）3月15日 - 校歌碑完成。
- 1985年（昭和60年）1月28日 - 飼育小屋完成。
- 1986年（昭和61年）
  - 3月17日 - 屋外掲示板完成。
  - 6月5日 - 学校の木を楠（くすのき）と決定し、楠を植樹する。
  - 10月31日 - 開校5周年記念式典挙行。
  - 12月27日 - 屋外観察池完成。
- 1991年（平成3年）
  - 10月8日 - 日時計完成。
  - 11月16日 - 開校10周年記念式典挙行。
- 1996年（平成8年）9月25日 - コンピュータ室完成。
- 1997年（平成9年）
  - 11月18日 - 下水道雨水貯留浸透施設設置工事完了
- 1999年（平成11年）8月30日 - 学童保育室増設。
- 2000年（平成12年）12月27日 - 外時計設置工事完了（開校20周年記念事業）。
- 2001年（平成13年）11月17日 - 開校20周年記念式典挙行。
- 2002年（平成14年）10月1日 - 屋上に校名表示板設置。
- 2003年（平成15年）3月26日 - ごみ集積庫完成。
- 2004年（平成16年）
  - 8月6日 - インターホン設置と保健室冷暖房設備改修の両工事完了。
  - 10月14日 - 太陽光発電設置工事完了。
  - 11月11日 - 消防用設備改修工事完了。
- 2005年（平成17年）3月14日 - プールフェンス改修工事完了。
- 2007年（平成19年）
  - 3月31日 - 北門扉及び廊下天井改修工事完了。
  - 8月6日 - 扇風機設置工事完了。
- 2010年（平成22年）9月30日 - 体育館屋根大規模工事完了。
- 2011年（平成23年）
  - 3月2日 - 体育館ステージ緞帳新調（開校30周年記念事業）。
  - 11月2日 - 開校30周年記念式典挙行。
- 2012年（平成24年）11月30日 - 屋上大規模屋根工事完了。
- 2013年（平成25年）8月30日 - コンピュータ室のコンピュータ入替え完了。
- 2018年（平成30年）8月31日 - 普通教室エアコン設置工事完了。コンピュータ室コンピュータの入れ替え完了。
- 2020年（令和2年）12月 - GIGAスクール構想に係る高速大容量通信ネットワーク工事。
- 2021年（令和3年）2月26日 - GIGAスクール構想に係る1人1台情報端末の導入。
- 2022年（令和4年）
  - 1月12日 - トイレ改修工事完了（西側）。
  - 11月30日 - 大規模改造（外部）工事完了（西側）。

## 教育目標
- やさしく
- かしこく
- たくましく[2]

## 通学区域
- 新宿町3丁目 - 全域
- 新宿町4丁目 - 全域
- 新宿町5丁目 - 全域
- 新宿町6丁目 - 全域
- 岸町3丁目 - 全域
- 新宿 - 全域
- 大仙波 - 一部
- 大仙波新田 - 全域
- 中台1丁目 - 一部
- 中台2丁目 - 一部[3]

## 学校教育目標
やさしく、かしこく、たくましく

## 交通
JR川越線・東武東上線川越駅より今福中台行きバス「旭町」停留所下車5分